# FA Cup 1981/82
Der FA Cup 1981/82 war die 101. Austragung des weltweit ältesten Fußballpokalturniers; The Football Association Challenge Cup, oder kurz FA Cup. Nachdem das erste Finale zwischen Tottenham Hotspur und Queens Park Rangers 1:1-Unentschieden geendet hatte, gewannen die Spurs das Wiederholungsspiel mit 1:0. Es war der 7. Titel für Tottenham Hotspur.

## Kalender
| Runde                              | Datum                            |
| ---------------------------------- | -------------------------------- |
| Erste Hauptrunde                   | 20. November–2. Dezember 1981    |
| Zweite Hauptrunde                  | 12. Dezember 1981–9. Januar 1982 |
| Dritte Hauptrunde                  | 2.–23. Januar 1982               |
| Vierte Hauptrunde                  | 23. Januar–1. Februar 1982       |
| Fünfte Hauptrunde (Achtelfinale)   | 13.–16. Februar 1982             |
| Sechste Hauptrunde (Viertelfinale) | 6. März 1982                     |
| Halbfinale                         | 3. April 1982                    |
| Finale                             | 22. und 27. Mai 1982             |

## Modus
Kompletter Überblick bei: FA Cup
Der FA Cup wird in Runden ausgespielt. An den Qualifikationsspielen zum FA-Cup kann jede Mannschaft teilnehmen, die ein bestimmtes Leistungsniveau hat und ein angemessenes Spielfeld besitzt. Die Sieger der Qualifikationsrunden sowie die Teams der 3. und 4. Liga spielen dann in der Ersten Hauptrunde gegeneinander Gespielt wird i. d. R. nur mit einem Hinspiel. Bei Unentschieden findet ein Wiederholungsspiel statt. Bringt auch dies keine Entscheidung, werden weitere Wiederholungsspiele angesetzt; bis ein siegreiches Team ermittelt ist. Jeder Sieger erhält eine Prämie aus den Fernsehgeldern, die nach Runde gestaffelt ist. Die Teams der beiden höchsten Ligen greifen erst in der dritten Runde in den Wettbewerb ein.

## Erste Hauptrunde
Die Spiele der Ersten Hauptrunde wurden am Wochenende des 20. und 21. November 1981 ausgetragen. Die Wiederholungsspiele fanden zwischen dem 23. November und dem 2. Dezember statt.
| Datum             |                             | Ergebnis |                       |
| ----------------- | --------------------------- | -------- | --------------------- |
| 20. November 1981 | Bristol City                | 0:0      | Torquay United        |
| 21. November 1981 | FC Enfield                  | 2:0      | Hastings United       |
| 21. November 1981 | FC Chesterfield             | 4:1      | Preston North End     |
| 21. November 1981 | FC Darlington               | 2:2      | Carlisle United       |
| 21. November 1981 | AFC Bournemouth             | 1:0      | FC Reading            |
| 21. November 1981 | FC Burnley                  | 0:0      | FC Runcorn            |
| 21. November 1981 | Dorchester Town             | 3:3      | FC Minehead           |
| 21. November 1981 | AFC Rochdale                | 2:2      | Hull City             |
| 21. November 1981 | FC Weymouth                 | 0:0      | Northampton Town      |
| 21. November 1981 | Lincoln City                | 2:2      | Port Vale             |
| 21. November 1981 | Stafford Rangers            | 1:2      | York City             |
| 21. November 1981 | Swindon Town                | 2:1      | Taunton Town          |
| 21. November 1981 | Sheffield United            | 2:2      | FC Altrincham         |
| 21. November 1981 | FC Bishop Auckland          | 4:1      | Nuneaton Borough      |
| 21. November 1981 | Tranmere Rovers             | 1:1      | FC Bury               |
| 21. November 1981 | Stockport County            | 3:1      | FC Mossley            |
| 21. November 1981 | FC Dover                    | 0:2      | Oxford United         |
| 21. November 1981 | FC Brentford                | 2:0      | Exeter City           |
| 21. November 1981 | Bristol Rovers              | 1:2      | FC Fulham             |
| 21. November 1981 | FC Portsmouth               | 1:1      | FC Millwall           |
| 21. November 1981 | Plymouth Argyle             | 0:0      | FC Gillingham         |
| 21. November 1981 | FC Penrith                  | 1:0      | FC Chester            |
| 21. November 1981 | Scunthorpe United           | 1:0      | Bradford City         |
| 21. November 1981 | Blyth Spartans              | 1:2      | FC Walsall            |
| 21. November 1981 | Bedford Town                | 0:2      | FC Wimbledon          |
| 21. November 1981 | Mansfield Town              | 0:1      | Doncaster Rovers      |
| 21. November 1981 | Halifax Town                | 0:3      | Peterborough United   |
| 21. November 1981 | AFC Workington              | 1:1      | Huddersfield Town     |
| 21. November 1981 | Hereford United             | 3:1      | Southend United       |
| 21. November 1981 | Bishop’s Stortford FC       | 2:2      | Sutton United         |
| 21. November 1981 | FC Bideford                 | 1:2      | FC Barking            |
| 21. November 1981 | FC Aldershot                | 2:0      | FC Leytonstone/Ilford |
| 21. November 1981 | AFC Horden Colliery Welfare | 0:1      | FC Blackpool          |
| 21. November 1981 | Wigan Athletic              | 2:2      | Hartlepool United     |
| 21. November 1981 | Boston United               | 0:1      | Kettering Town        |
| 21. November 1981 | Harlow Town                 | 0:0      | FC Barnet             |
| 21. November 1981 | Colchester United           | 2:0      | AFC Newport County    |
| 21. November 1981 | FC Hendon                   | 1:1      | Wycombe Wanderers     |
| 21. November 1981 | FC Dagenham                 | 2:2      | Yeovil Town           |
| 21. November 1981 | Willenhall Town             | 0:1      | Crewe Alexandra       |

### Wiederholungsspiele
| Datum             |                   | Ergebnis |                       |
| ----------------- | ----------------- | -------- | --------------------- |
| 23. November 1981 | FC Minehead       | 0:4      | Dorchester Town       |
| 23. November 1981 | FC Altrincham     | 3:0      | Sheffield United      |
| 24. November 1981 | Carlisle United   | 3:1      | FC Darlington         |
| 24. November 1981 | FC Runcorn        | 1:2      | FC Burnley            |
| 24. November 1981 | Hull City         | 2:2      | AFC Rochdale          |
| 24. November 1981 | Northampton Town  | 6:2      | FC Weymouth           |
| 24. November 1981 | FC Bury           | 3:1      | Tranmere Rovers       |
| 24. November 1981 | FC Gillingham     | 1:0      | Plymouth Argyle       |
| 24. November 1981 | Huddersfield Town | 5:0      | AFC Workington        |
| 24. November 1981 | Sutton United     | 2:1      | Bishop’s Stortford FC |
| 24. November 1981 | FC Barnet         | 1:0      | Harlow Town           |
| 24. November 1981 | Wycombe Wanderers | 2:0      | FC Hendon             |
| 25. November 1981 | Torquay United    | 1:2      | Bristol City          |
| 25. November 1981 | FC Millwall       | 3:2      | FC Portsmouth         |
| 25. November 1981 | Hartlepool United | 1:0      | Wigan Athletic        |
| 25. November 1981 | Yeovil Town       | 0:1      | FC Dagenham           |
| 30. November 1981 | Port Vale         | 0:0      | Lincoln City          |

### 2. Wiederholungsspiele
| Datum             |           | Ergebnis |              |
| ----------------- | --------- | -------- | ------------ |
| 30. November 1981 | Hull City | 1:0      | AFC Rochdale |
| 2. Dezember 1981  | Port Vale | 2:0      | Lincoln City |

## Zweite Hauptrunde
Die Spiele der Zweiten Hauptrunde wurden zwischen dem 12. Dezember 1981 und dem 9. Januar 1982 ausgetragen. Die Wiederholungsspiele fanden zwischen dem 15. Dezember 1981 und dem 4. Januar 1982 statt
| Datum             |                     | Ergebnis |                    |
| ----------------- | ------------------- | -------- | ------------------ |
| 15. Dezember 1981 | FC Enfield          | 4:1      | FC Wimbledon       |
| 12. Dezember 1981 | FC Chesterfield     | 0:1      | Huddersfield Town  |
| 15. Dezember 1981 | FC Barnet           | 2:0      | Wycombe Wanderers  |
| 15. Dezember 1981 | Bristol City        | 3:0      | Northampton Town   |
| 2. Januar 1982    | FC Bury             | 1:1      | FC Burnley         |
| 12. Dezember 1981 | Dorchester Town     | 1:1      | AFC Bournemouth    |
| 15. Dezember 1981 | FC Gillingham       | 1:1      | FC Barking         |
| 2. Januar 1982    | Crewe Alexandra     | 1:3      | Scunthorpe United  |
| 15. Dezember 1981 | Swindon Town        | 2:1      | Sutton United      |
| 12. Dezember 1981 | Doncaster Rovers    | 3:0      | FC Penrith         |
| 16. Dezember 1981 | FC Brentford        | 1:1      | Colchester United  |
| 4. Januar 1982    | Hull City           | 2:0      | Hartlepool United  |
| 9. Januar 1982    | Carlisle United     | 1:0      | FC Bishop Auckland |
| 2. Januar 1982    | Port Vale           | 4:1      | Stockport County   |
| 12. Dezember 1981 | York City           | 0:0      | FC Altrincham      |
| 2. Januar 1982    | Hereford United     | 1:0      | FC Fulham          |
| 2. Januar 1982    | Kettering Town      | 0:3      | FC Blackpool       |
| 15. Dezember 1981 | FC Aldershot        | 2:2      | Oxford United      |
| 2. Januar 1982    | Peterborough United | 2:1      | FC Walsall         |
| 30. Dezember 1981 | FC Dagenham         | 1:2      | FC Millwall        |

### Wiederholungsspiel
| Datum             |                   | Ergebnis |                 |
| ----------------- | ----------------- | -------- | --------------- |
| 4. Januar 1982    | FC Burnley        | 2:1      | FC Bury         |
| 15. Dezember 1981 | AFC Bournemouth   | 2:1      | Dorchester Town |
| 2. Januar 1982    | FC Gillingham     | 3:1      | FC Barking      |
| 30. Dezember 1981 | Colchester United | 1:0      | FC Brentford    |
| 2. Januar 1982    | FC Altrincham     | 4:3      | York City       |
| 30. Dezember 1981 | Oxford United     | 4:2      | FC Aldershot    |

## Dritte Hauptrunde
Die Spiele der Dritten Hauptrunde fanden zwischen dem 2. und 23. Januar 1982 statt. Die Wiederholungsspiele wurden zwischen dem 5. und 21. Januar ausgetragen.
| Datum           |                         | Ergebnis |                        |
| --------------- | ----------------------- | -------- | ---------------------- |
| 2. Januar 1982  | FC Enfield              | 2:3      | Crystal Palace         |
| 2. Januar 1982  | AFC Bournemouth         | 0:2      | Oxford United          |
| 2. Januar 1982  | FC Barnet               | 0:0      | Brighton & Hove Albion |
| 18. Januar 1982 | FC Burnley              | 6:1      | FC Altrincham          |
| 2. Januar 1982  | FC Watford              | 1:0      | Manchester United      |
| 5. Januar 1982  | FC Gillingham           | 2:1      | Oldham Athletic        |
| 2. Januar 1982  | Leicester City          | 3:1      | FC Southampton         |
| 5. Januar 1982  | Notts County            | 0:6      | Aston Villa            |
| 2. Januar 1982  | Nottingham Forest       | 1:3      | AFC Wrexham            |
| 2. Januar 1982  | Bolton Wanderers        | 3:1      | Derby County           |
| 2. Januar 1982  | Wolverhampton Wanderers | 1:3      | Leeds United           |
| 2. Januar 1982  | West Bromwich Albion    | 3:2      | Blackburn Rovers       |
| 2. Januar 1982  | Luton Town              | 2:1      | Swindon Town           |
| 5. Januar 1982  | Shrewsbury Town         | 1:0      | Port Vale              |
| 2. Januar 1982  | Doncaster Rovers        | 2:1      | Cambridge United       |
| 4. Januar 1982  | Newcastle United        | 1:1      | Colchester United      |
| 2. Januar 1982  | Tottenham Hotspur       | 1:0      | FC Arsenal             |
| 2. Januar 1982  | Manchester City         | 3:1      | Cardiff City           |
| 2. Januar 1982  | Queens Park Rangers     | 1:1      | FC Middlesbrough       |
| 5. Januar 1982  | FC Barnsley             | 0:2      | FC Blackpool           |
| 2. Januar 1982  | Coventry City           | 3:1      | Sheffield Wednesday    |
| 2. Januar 1982  | West Ham United         | 2:1      | FC Everton             |
| 5. Januar 1982  | FC Millwall             | 1:6      | Grimsby Town           |
| 23. Januar 1982 | Carlisle United         | 2:3      | Huddersfield Town      |
| 18. Januar 1982 | FC Chelsea              | 0:0      | Hull City              |
| 6. Januar 1982  | Scunthorpe United       | 1:1      | Hereford United        |
| 2. Januar 1982  | Stoke City              | 0:1      | Norwich City           |
| 2. Januar 1982  | Rotherham United        | 1:1      | AFC Sunderland         |
| 6. Januar 1982  | Peterborough United     | 0:1      | Bristol City           |
| 2. Januar 1982  | Birmingham City         | 2:3      | Ipswich Town           |
| 2. Januar 1982  | Orient                  | 1:0      | Charlton Athletic      |
| 2. Januar 1982  | Swansea City            | 0:4      | FC Liverpool           |

### Wiederholungsspiele
| Datum           |                        | Ergebnis |                     |
| --------------- | ---------------------- | -------- | ------------------- |
| 5. Januar 1982  | Brighton & Hove Albion | 3:1      | FC Barnet           |
| 18. Januar 1982 | Colchester United      | 3:4      | Newcastle United    |
| 21. Januar 1982 | Hull City              | 0:2      | FC Chelsea          |
| 18. Januar 1982 | FC Middlesbrough       | 2:3      | Queens Park Rangers |
| 20. Januar 1982 | Hereford United        | 4:1      | Scunthorpe United   |
| 18. Januar 1982 | AFC Sunderland         | 1:0      | Rotherham United    |

## Vierte Hauptrunde
Die Spiele der Vierten Hauptrunde wurden am 23. und 26. Januar 1982 ausgetragen. Die Wiederholungsspiele fanden am 26. Januar und am 1. Februar statt.
| Datum           |                        | Ergebnis |                      |
| --------------- | ---------------------- | -------- | -------------------- |
| 23. Januar 1982 | FC Blackpool           | 0:0      | Queens Park Rangers  |
| 23. Januar 1982 | Bristol City           | 0:1      | Aston Villa          |
| 23. Januar 1982 | FC Watford             | 2:0      | West Ham United      |
| 23. Januar 1982 | FC Gillingham          | 0:1      | West Bromwich Albion |
| 23. Januar 1982 | AFC Sunderland         | 0:3      | FC Liverpool         |
| 23. Januar 1982 | Luton Town             | 0:3      | Ipswich Town         |
| 23. Januar 1982 | Shrewsbury Town        | 1:0      | FC Burnley           |
| 23. Januar 1982 | Newcastle United       | 1:2      | Grimsby Town         |
| 23. Januar 1982 | Tottenham Hotspur      | 1:0      | Leeds United         |
| 23. Januar 1982 | Manchester City        | 1:3      | Coventry City        |
| 23. Januar 1982 | Brighton & Hove Albion | 0:3      | Oxford United        |
| 23. Januar 1982 | Norwich City           | 2:1      | Doncaster Rovers     |
| 23. Januar 1982 | Crystal Palace         | 1:0      | Bolton Wanderers     |
| 23. Januar 1982 | FC Chelsea             | 0:0      | AFC Wrexham          |
| 26. Januar 1982 | Huddersfield Town      | 1:1      | Orient               |
| 23. Januar 1982 | Hereford United        | 0:1      | Leicester City       |

### Wiederholungsspiele
| Datum           |                     | Ergebnis |                   |
| --------------- | ------------------- | -------- | ----------------- |
| 26. Januar 1982 | Queens Park Rangers | 5:1      | FC Blackpool      |
| 26. Januar 1982 | AFC Wrexham         | 1:1      | FC Chelsea        |
| 1. Februar 1982 | Orient              | 2:0      | Huddersfield Town |

### 2. Wiederholungsspiel
| Datum           |             | Ergebnis |            |
| --------------- | ----------- | -------- | ---------- |
| 1. Februar 1982 | AFC Wrexham | 1:2      | FC Chelsea |

## Fünfte Hauptrunde
Die Spiele der Fünften Hauptrunde fanden am 13. Februar 1982 statt. Das einzige Wiederholungsspiel wurde am 16. Februar ausgetragen.
|                      | Ergebnis |               |
| -------------------- | -------- | ------------- |
| Leicester City       | 2:0      | FC Watford    |
| West Bromwich Albion | 1:0      | Norwich City  |
| Shrewsbury Town      | 2:1      | Ipswich Town  |
| Tottenham Hotspur    | 1:0      | Aston Villa   |
| Queens Park Rangers  | 3:1      | Grimsby Town  |
| Coventry City        | 4:0      | Oxford United |
| Crystal Palace       | 0:0      | Orient        |
| FC Chelsea           | 2:0      | FC Liverpool  |

### Wiederholungsspiel
|        | Ergebnis |                |
| ------ | -------- | -------------- |
| Orient | 0:1      | Crystal Palace |

## Sechste Hauptrunde
Die Spiele der Sechsten Hauptrunde wurden am 6. März 1982 ausgetragen.
|                      | Ergebnis |                   |
| -------------------- | -------- | ----------------- |
| Leicester City       | 5:2      | Shrewsbury Town   |
| West Bromwich Albion | 2:0      | Coventry City     |
| Queens Park Rangers  | 1:0      | Crystal Palace    |
| FC Chelsea           | 2:3      | Tottenham Hotspur |

## Halbfinale
Die Spiele wurden am 3. April 1982 ausgetragen.
|                     | Ergebnis |                      | Ort                    |
| ------------------- | -------- | -------------------- | ---------------------- |
| Tottenham Hotspur   | 2:0      | Leicester City       | Villa Park, Birmingham |
| Queens Park Rangers | 1:0      | West Bromwich Albion | Highbury, London       |

## Finale
| Tottenham Hotspur                                 | Tottenham Hotspur | Queens Park Rangers | Queens Park Rangers |
| ------------------------------------------------- | --- | --- | ------------------- |
| Tottenham Hotspur                                 | \| Samstag, 22. Mai 1982 in London (Wembley-Stadion) \| \| Ergebnis: 1:1 n. V. (0:0) \| \| Zuschauer: 100.000 \| \| Schiedsrichter: Clive White \|                                                                 | \| Samstag, 22. Mai 1982 in London (Wembley-Stadion) \| \| Ergebnis: 1:1 n. V. (0:0) \| \| Zuschauer: 100.000 \| \| Schiedsrichter: Clive White \|                                                             | Queens Park Rangers |
| Tottenham Hotspur                                 | Ray Clemence – Steve Perryman , Paul Miller, Paul Price, Chris Hughton – Micky Hazard (104. Garry Brooke), Graham Roberts, Glenn Hoddle, Tony Galvin – Steve Archibald, Garth Crooks Cheftrainer: Keith Burkinshaw | Peter Hucker – Terry Fenwick, Bob Hazell, Glenn Roeder , Ian Gillard – Clive Allen (50. Gary Micklewhite), Gary Waddock, Mike Flanagan, Tony Currie – Simon Stainrod, John Gregory Cheftrainer: Terry Venables | Queens Park Rangers |
| Tottenham Hotspur                                 | 1:0 Glenn Hoddle (110.) | 1:1 Terry Fenwick (115.) | Queens Park Rangers |
| Samstag, 22. Mai 1982 in London (Wembley-Stadion) | | |                     |
| Ergebnis: 1:1 n. V. (0:0)                         | | |                     |
| Zuschauer: 100.000                                | | |                     |
| Schiedsrichter: Clive White                       | | |                     |

### Wiederholungsspiel
| Tottenham Hotspur                                    | Tottenham Hotspur | Queens Park Rangers | Queens Park Rangers |
| ---------------------------------------------------- | --- | --- | ------------------- |
| Tottenham Hotspur                                    | \| Donnerstag, 27. Mai 1982 in London (Wembley-Stadion) \| \| Ergebnis: 1:0 (1:0) \| \| Zuschauer: 90.000 \| \| Schiedsrichter: Clive White \|                                                                    | \| Donnerstag, 27. Mai 1982 in London (Wembley-Stadion) \| \| Ergebnis: 1:0 (1:0) \| \| Zuschauer: 90.000 \| \| Schiedsrichter: Clive White \|                                                                 | Queens Park Rangers |
| Tottenham Hotspur                                    | Ray Clemence – Steve Perryman , Paul Miller, Paul Price, Chris Hughton – Micky Hazard (67. Garry Brooke), Graham Roberts, Glenn Hoddle, Tony Galvin – Steve Archibald, Garth Crooks Cheftrainer: Keith Burkinshaw | Peter Hucker – Warren Neill, Bob Hazell, Terry Fenwick, Ian Gillard – John Gregory, Gary Waddock, Tony Currie , Mike Flanagan – Gary Micklewhite (84. Steve Burke), Simon Stainrod Cheftrainer: Terry Venables | Queens Park Rangers |
| Tottenham Hotspur                                    | 1:0 Glenn Hoddle (6., Foulelfmeter) | | Queens Park Rangers |
| Donnerstag, 27. Mai 1982 in London (Wembley-Stadion) | | |                     |
| Ergebnis: 1:0 (1:0)                                  | | |                     |
| Zuschauer: 90.000                                    | | |                     |
| Schiedsrichter: Clive White                          | | |                     |